# Parastasia percheroni
Parastasia percheroni är en skalbaggsart som beskrevs av Xavier Montrouzier 1860. Parastasia percheroni ingår i släktet Parastasia och familjen Rutelidae. Inga underarter finns listade i Catalogue of Life.